# Якорський сільський округ
Я́корський сільський округ (каз. Якорь ауылдық округі, рос. Якорьский сельский округ) — адміністративна одиниця у складі Кизилжарського району Північноказахстанської області Казахстану. Адміністративний центр — село Якор.
Населення — 2672 особи (2021; 2786 у 2009, 2937 у 1999, 3422 у 1989).
Станом на 1989 рік існувала Якорська сільська рада (села Вишньовка, Вознесенка, Ольшанка, Якор) колишнього Соколовського району.

## Склад
До складу округу входять такі населені пункти:
| Населений пункт  | Старі назви | Населення, осіб (1989) | Населення, осіб (1999) | Населення, осіб (2009) | Населення, осіб (2021) |
| ---------------- | ----------- | ---------------------- | ---------------------- | ---------------------- | ---------------------- |
| Вишньовка, село  | -           | 199                    | 159                    | 148                    | 111                    |
| Вознесенка, село | -           | 296                    | 287                    | 135                    | 122                    |
| Ольшанка, село   | -           | 374                    | 311                    | 329                    | 379                    |
| Якор, село       | -           | 2553                   | 2180                   | 2174                   | 2060                   |